# Wicken (Cambridgeshire)
Wicken es un pueblo y una parroquia civil del distrito de East Cambridgeshire, en el condado de Cambridgeshire (Inglaterra).

## Demografía
Según el censo de 2001, Wicken tenía 835 habitantes (431 varones y 404 mujeres). 180 de ellos (21,56%) eran menores de 16 años, 607 (72,69%) tenían entre 16 y 74, y 48 (5,75%) eran mayores de 74. La media de edad era de 38,81 años. De los 655 habitantes de 16 o más años, 146 (22,29%) estaban solteros, 424 (64,73%) casados, y 85 (12,98%) divorciados o viudos. 438 habitantes eran económicamente activos, 428 de ellos (97,72%) empleados y otros 10 (2,28%) desempleados. Había 8 hogares sin ocupar y 330 con residentes.
| 614                         | 595 | 752 | 892 | 945 | 1054 | - | - | 844 | 716 | 663 | 682 | 667 | 713 | - | 665 | 655 |
| (Fuente: Vision of Britain) |     |     |     |     |      |   |   |     |     |     |     |     |     |   |     |     |